# 呵叻龙属

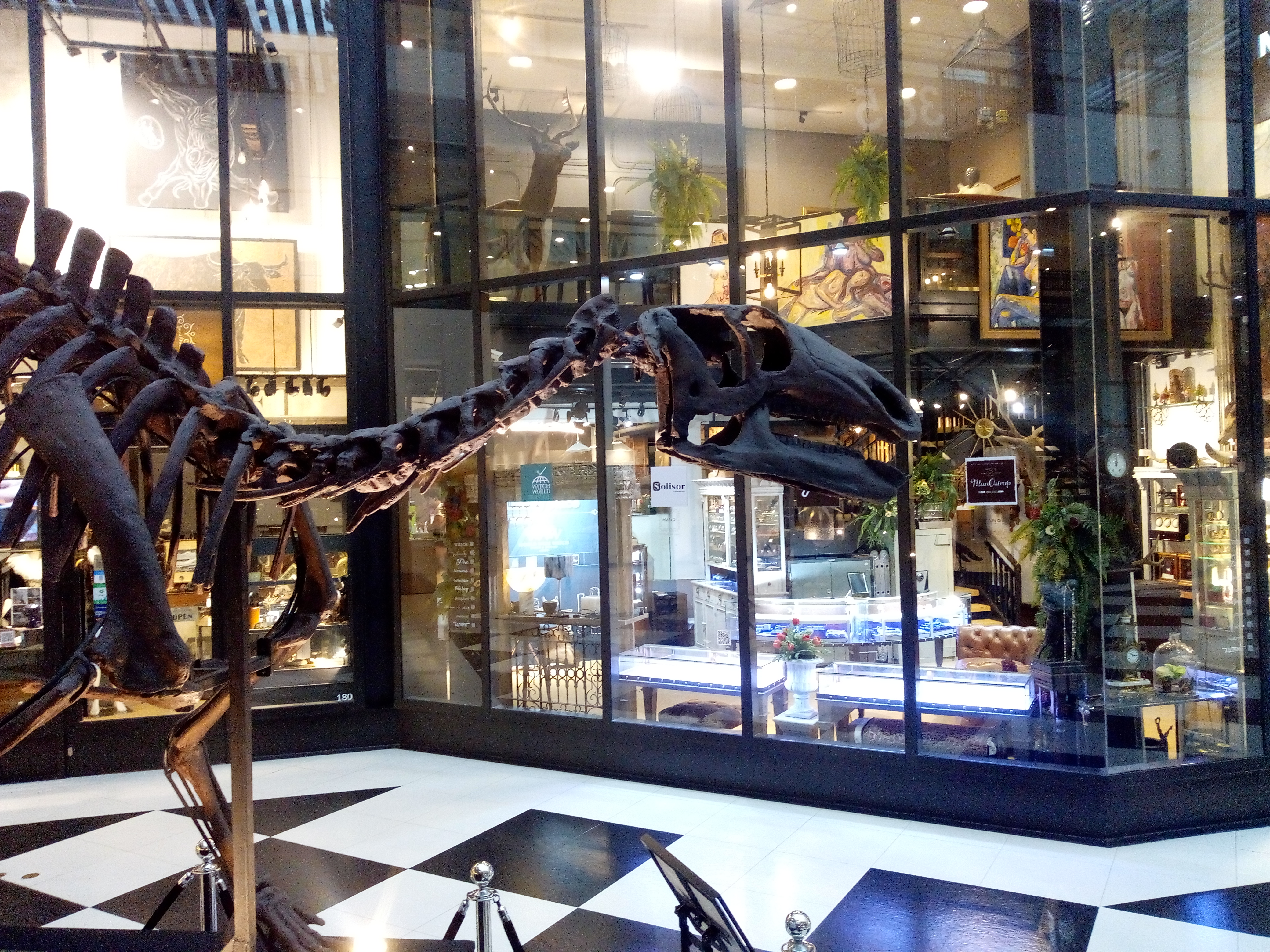
骨骼重建

呵叻龙（属名：Ratchasimasaurus，意为“呵叻府的蜥蜴”）是一属禽龙类鸟脚亚目恐龙，化石发现于泰国东北部那空叻差是玛府早白垩世（阿普第阶）的阔瓜组。模式种兼唯一种是苏氏呵叻龙（R. suranareae），种名纪念19世纪泰国战争时期的女英雄陶·苏拉娜丽。一项研究将本属视为疑名，认为其鉴别特征广泛存在于硬棘龙类之中。
本属的一个自衍征是其长而扁平的齿骨枝。呵叻龙具有禽龙类的原始和衍生特征，例如末端倾斜的下颌冠状突、带有原始牙冠印痕的齿槽及齿列和冠状突之间衍生的颊棚。